# Mesa de los Sabinos
Mesa de los Sabinos är en ort i Mexiko.   Den ligger i kommunen Bolaños och delstaten Jalisco, i den centrala delen av landet, 600 km nordväst om huvudstaden Mexico City. Mesa de los Sabinos ligger 1 139 meter över havet och antalet invånare är 119.
Terrängen runt Mesa de los Sabinos är kuperad åt nordväst, men åt sydost är den bergig. Runt Mesa de los Sabinos är det mycket glesbefolkat, med 4 invånare per kvadratkilometer. Närmaste större samhälle är Mesa del Tirador, 7,1 km söder om Mesa de los Sabinos. I omgivningarna runt Mesa de los Sabinos växer huvudsakligen savannskog.